# جدية النجد (السدة)

تعديل مصدري - تعديل

جدية النجد محلة تابعة لقرية ذي بقط، التابعة لعزلة التويتي بمديرية السدة إحدى مديريات محافظة إب في الجمهورية اليمنية.، بلغ تعداد سكانها 25 حسب تعداد اليمن لعام 2004.